# Petőháza
Petőháza (em alemão: Pöttelshausen) é um município da Hungria, situado no condado de Győr-Moson-Sopron. Tem 2,64 km² de área e sua população em 2015 foi estimada em 1.036 habitantes.